# Arabesk til en LP af Gainsbourg
Arabesk til en LP af Gainsbourg er en dansk kortfilm fra 2006 instrueret af Jesper Ravn efter eget manuskript.

## Handling
Arabesk til en LP af Gainsbourg er et eksistentielt drama om bandelederen Johnny, der vender hjem fra en tur til Napoli for at genvinde kæresten Liv, og sin position på Vesterbro. Da hun afviser ham finder han sig selv alene - splittet mellem idolet Serge Gainsbourgs kynisme og tvivlen på sig selv.